# 木星日食

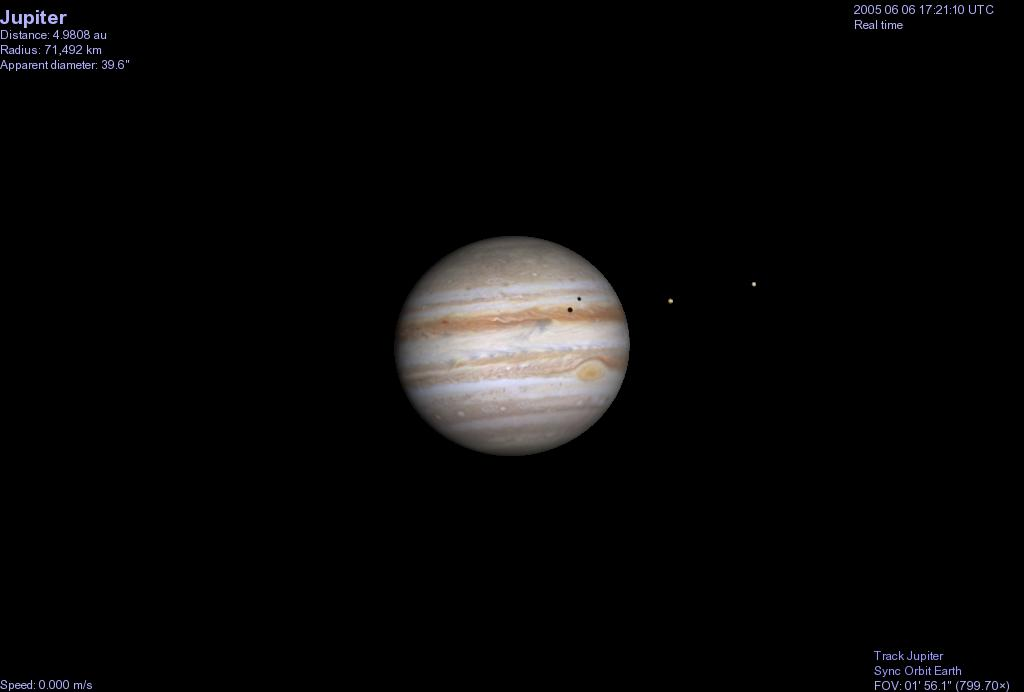
右侧的木卫一和木卫二在木星表面产生两个影子。（计算机模拟图）

计算机模拟的从地球观测木卫一经过木星圆面时的景象。

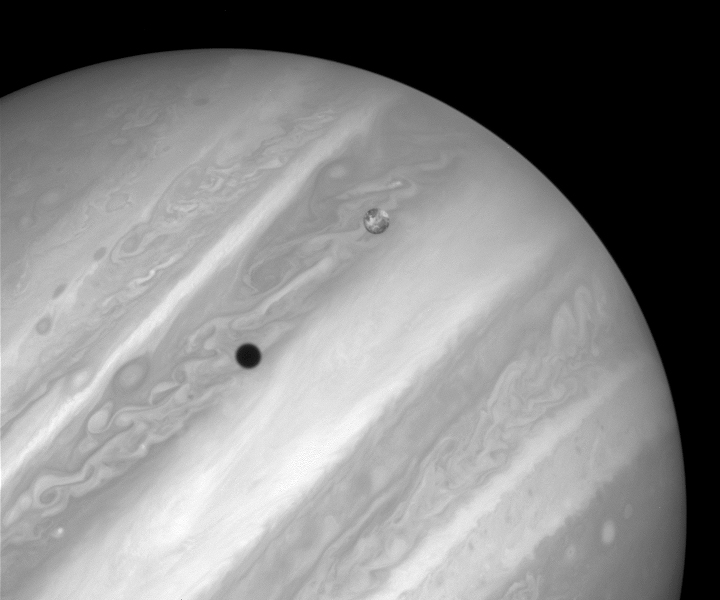
由哈勃望远镜拍摄的木星与木卫一的图片，图中的黑点是木卫一产生的影子。

木星日食是在木星表面观测到的日食，当木星的卫星从木星前方经过时可能产生。从木星表面观测时，角直径小于太阳的天体，则能产生凌日现象。
若在木星表面观测，则有五颗木星的卫星能完全遮蔽太阳，分别是木卫五、木卫一、木卫二、木卫三和木卫四。其他卫星由于自身太小或距离木星太远而无法完全遮蔽太阳，只能形成凌日。那些距离木星非常远的卫星，由于它们的轨道倾角通常很大，因此凌日亦鲜有发生。
当木星最大的四颗卫星，即所谓的伽利略衛星形成木星日食时，可以在地球上用天文望远镜在木星表面观测到一个影子。
由于木星体积非常大，且轉軸傾角（于其卫星轨道面倾角相关）较小，木星日食并不罕见。
17世纪，乔瓦尼·多梅尼科·卡西尼和奧勒·羅默通过观测木星日食测定木星卫星的公转周期。观测发现公转周期的理论计算值与观测值差值发生有规律的变化，最多相差十分钟。羅默将这一差异解释为“光速是有限的”，由木星和地球在各自公转轨道上的位置不同，每次观测时二者之间的距离也不同导致。
诸多航天器也曾对木星日食进行过观测，包括先驱者10号、先驱者11号（曾于1973年和1974年两次观测）、旅行者1号、旅行者2号、伽利略号探测器、卡西尼-惠更斯号以及新视野号。

## 木星上对日食的观察
在木星的位置观测太阳时，太阳的平均角直径为372角秒，在357-381角秒中变动。与地球上观察月球和太阳时，看到的相差不大的角直径不同，能产生日食的五个卫星均具有比太阳大得多的角直径，即使距离木星最远的木卫四也比太阳大50%，木卫一则有将近六倍大。这使得在木星日食期间，相比地月系统地日食，卫星在木星上的投影更为清晰和明锐。